# Thomas William Lyons
Thomas William Lyons (* 26. September 1923 in Washington, D.C.; † 25. März 1988 in Baltimore) war ein US-amerikanischer Geistlicher und römisch-katholischer Weihbischof in Washington.

## Leben
Thomas William Lyons empfing am 22. Mai 1948 das Sakrament der Priesterweihe.
Am 12. Juli 1974 ernannte ihn Papst Paul VI. zum Titularbischof von Murthlacum und zum Weihbischof in Washington. Der Erzbischof von Washington, William Wakefield Baum, spendete ihm am 12. September desselben Jahres in der Basilica of the National Shrine of the Immaculate Conception die Bischofsweihe; Mitkonsekratoren waren der Bischof von Columbus, Edward John Herrmann, und der Weihbischof in New Orleans, Harold Robert Perry SVD.